# Cuphea gardneri
Cuphea gardneri är en fackelblomsväxtart som beskrevs av Emil Bernhard Koehne. Cuphea gardneri ingår i släktet blossblommor, och familjen fackelblomsväxter. Inga underarter finns listade i Catalogue of Life.